# După ea
După ea este un film românesc din 2007 regizat de Cristina Ionescu. Rolurile principale au fost interpretate de actorii Dragoș Bucur, Anca Florea, Valentina Pelinel, Victor Rebengiuc.

## Distribuție
Distribuția filmului este alcătuită din:
- Andra Isabela Guti — Toto
- Dana Nălbaru — Diana
- Valentina Pelinel — Fata Ralos
- Victor Rebengiuc — Nea Petrică
- Bryan Jardine — Filip
- Natașa Raab — Mama lui Marcel
- Dragoș Bucur — Ștefan
- Anca Florea — Elvira
- Andrei Horodits
- Mimi Brănescu — Daniel
- Kana Hashimoto — Japoneza

## Primire
Filmul a fost vizionat de 7.633 de spectatori în cinematografele din România, după cum atestă o situație a numărului de spectatori înregistrat de filmele românești de la data premierei și până la data de 31 decembrie 2014 alcătuită de Centrul Național al Cinematografiei.